# Хафиз ад-Дин ан-Насафи
Абу́ аль-Барака́т Хафи́з ад-Ди́н ан-Насафи́ (араб. أبو البركات حافظ الدين النسفي‎) — ханафитский учёный из Согдианы, толкователь Корана (муфассир) и теолог матуридитов. Наиболее известен своей книгой — «Тафсир Мадарик аль-Танзиль ва Хакаик аль-Таъвиль» (араб. مدارك التنزيل وحقائق التأويل‎ — «Восприятие откровения и истины толкования»).
Он был одним из выдающихся деятелей классического периода ханафитской юриспруденции и одним из крупных ученых матуридитской школы в суннитской традиции, развивавшейся параллельно с ханафитской. Ан-Насафи внёс огромный вклад в области исламских наук в Средней Азии, а также распространял идеи ханафитской школы и её учения в исламском мире оставив большое научное наследие.
Он успешно работал в различных областях исламоведения, таких как тафсир, фикх и калам. За вклад в исламские науки ему было присвоено почетное звание «Хафиз ад-Дин» (Защитник религии).
Его восхвалял Абд аль-Хай аль-Лукнави, Ибн Хаджар аль-Аскаляни называл его «Алламом мира», а Ибн Тагриберди дал ему почетный титул «Шейх аль-ислам».
Некоторые учёные причислили его к муджтахидам в ханафитской фикхе.

## Имя
Его полное имя — Абу аль-Баракат Абдуллах ибн Ахмад ибн Махмуд Хафиз ад-Дин ан-Насафи (нисба отсылает к городу Насаф в Трансоксании; современный Карши на юге Узбекистана).

## Рождение
Дата его рождения неизвестна, но он родился в Изадже (нынешний Хузестан в Иране). Есть также источники, утверждающие, что он родился в Насафе в Согдиане (современный Южный Узбекистан и Западный Таджикистан).

## Учителя
Он учился у некоторых учителей и мастеров, таких как:
- Шамс аль-Аъимма Абу аль-Важд Мухаммад ибн Абд ас-Саттар ибн Мухаммад аль-Имади аль-Кардари (ум. 642 г. хиджры).
- Хамид ад-Дин Али ибн Мухаммад ибн Али ад-Дарир ар-Рамуши аль-Бухари (ум. 666 г. хиджры).
- Бадр ад-Дин Джавахир-зада Мухаммад ибн Махмуд ибн Абд-уль-Карим (ум. 651 г. хиджры).

## Ученики
Его учениками были:
- Музаффар ад-Дин ибн ас-Саати, автор «Маджма аль-Бахрейн ва Мултака ан-Найирайн» (ум. 694/1294—1295).
- Хусам ад-Дин Хусейн ибн Али ас-Сигнаки, комментатор аль-Хидая (ум. 714/1314—1315).

## Книги
Некоторые из его самых известных работ:
- Мадарик аль-Танзиль ва Хакаик ат-Таъвиль (араб. مدارك التنزيل وحقائق التأويل‎; 'Восприятие откровения и истины толкования').
- Канз ад-Дакаик (араб. كنز الدقائق‎; 'Сокровище точности'), представляет собой свод исламских правовых предписаний в соответствии с ханифитской школой шариата[8].
- Манар аль-Анвар фи Усул аль-Фикх (араб. منار الأنوار في أصول الفقه‎; ' Маяк проливает свет на принципы юриспруденции')[9].
- Умдат аль-Акаид (араб. عمدة العقائد‎; 'Основной столп веры'). Трактат о каламе (исламском богословии), излагающий суннитские догмы с опровержением доктрин шиитов и других сект. Работа была издана английским востоковедом Уильямом Кюртоном в Лондоне в 1843 под названием «Умдат Акидат Ахль аль-Сунна ва аль-Джамаат» (араб. عمدة عقيدة أهل السنة والجماعة‎ 'Столп веры суннитов'), он также написал комментарий к этой книге и назвал её Аль-Итимад (араб. الاعتماد‎ 'Опора').
- Аль-Мусаффа фи аль-Манзума ан-Насафийя фи аль-Хилафийят (араб. المصفى في شرح المنظومة النسفية في الخلافيات‎; 'Изложение дидактической поэмы ан-Насафи о расхождениях'). Комментарий к книге Абу Хафса Умара ан-Насафи «Аль-Манзума фи аль-Хилафийят», которая представляет собой книгу о разногласиях и различиях между юридическими школами.

## Смерть
Он умер в 710 году по хиджре (1310 год) в Багдаде в пятницу вечером в месяц Раби аль-авваль. Похоронен в городе Изадж, расположенном между Хузестаном и Исфаханом. Согласно Кураши и Ибн Тагриберди, его дата смерти была 701 г. хиджры (1301 год).